# Santuario de San Juan Evangelista
El Santuario de San Juan Evangelista pertenece a la arquidiócesis de Lingayen-Dagupan, Filipinas (Sufragánea de Lingayen - Dagupan, la cual fue creada el 19 de enero de 1970 y erigida canónicamente el 11 de abril de 1970). Esta antigua iglesia Dagupan es un santuario bajo la diócesis de rito latino de la Iglesia católica en las Filipinas, de la Arquidiócesis de Nueva Segovia.